# Гов (прізвище)
Гов — англійське прізвище. Гов, похідне від давньоскан. haugr, означає пагорб, підвищення або курган і може стосуватися кургану або насипу. Однак, якщо прийняти походження від давн-англ. hol, це може стосуватися западини або улоговини. Історично це прізвище найчастіше зустрічалося на північному сході Англії та на Оркнейських та Шетландських островах.
- Джозеф Гов — канадський журналіст і політик
- К. Д. Гов — Канадський політичний діяч, ліберал